# Koenigsegg CCXR Edition
Koenigsegg CCXR Edition - суперкар шведської компанії Koenigsegg, що випускався з 2008 року як потужніша модифікація Koenigsegg CCXR. Koenigsegg CCXR Edition презентували 2008 на Женевському автосалоні. Було виготовлено 4 екземпляри ціною 1.500.000 €.

## Технічні дані
Висока потужність досягалась за рахунок використання біо-етанолу E85 і Е100. Перший у світі автомобіль потужністю мотору понад 1000 к.с., який допустили до вуличного руху через допустиме забруднення вихлопу завдяки використанню етанолу.

### Мотор, трансмісія
На модель встановлювали мотор Ford для перегонів V8 типу DOHC з чотирма клапанами на циліндр, двома компресорами Lysholm. Його маса виносила 215 кг завдяки застосуванню титану системі відведення вихлопів. Він розвивав максимальний обертовий момент 1080 Нм при 5600 об/хв і максимально 7700 об/хв. Модель розганялась 0-100 км/год за 2,9 сек. Гальмівний шлях 100-0 км/год становить 32 м.
При бажанні можна встановити 7-ступеневу коробку передач вартістю 60.000 євро.

### Кузов
Кузов, шасі виготовлено з вуглепластику та кевлару.

### Комплектація
- Подушка безпеки
- Клімат-контроль
- Центральний замок
- Антибуксувальна система
- Антиблокувальна система
- Система підсилення у правління керма
- Автосигналізація з імобілайзером
- Стереосистема з CD-програвачем

Додатково можна встановлювати
- Система навігації GPS
- Систему мобільного зв'язку
- Сенсори паркування
- Цифрову камеру заднього виду